# Мафальда Савойская
Мафа́льда (Мати́льда) Саво́йская (порт. Mafalda de Saboia; 1125 — 4 ноября 1157) — первая королева Португалии.

## Биография
Была дочерью графа Савойского Амадея III.
В 1146 году вышла замуж за первого короля Португалии Альфонса I. Имела двор в Канавезеше. Родила семерых детей, умерла сравнительно молодой (по некоторым данным, была убита мужем из ревности ). Похоронена в монастыре св. Креста в Коимбре.

## Дети
- Энрике (1147—1157) — инфант-наследник, умер в детстве.
- Мафальда (1149—1160) — была обручена с Альфонсом II Арагонским, умерла в детстве.
- Уррака (1151—1188) — королева Леонская, жена Фердинанда II
- Саншу I (1154—1211) — король Португалии.
- Жуан (1156) — умер новорождённым.
- Тереза (Матильда, 1157—1218) — жена Филиппа, графа Фландрского и Эда III, герцога Бургундского.
- Санша (1153—1159) — умерла в младенчестве.

## Портреты и надгробие

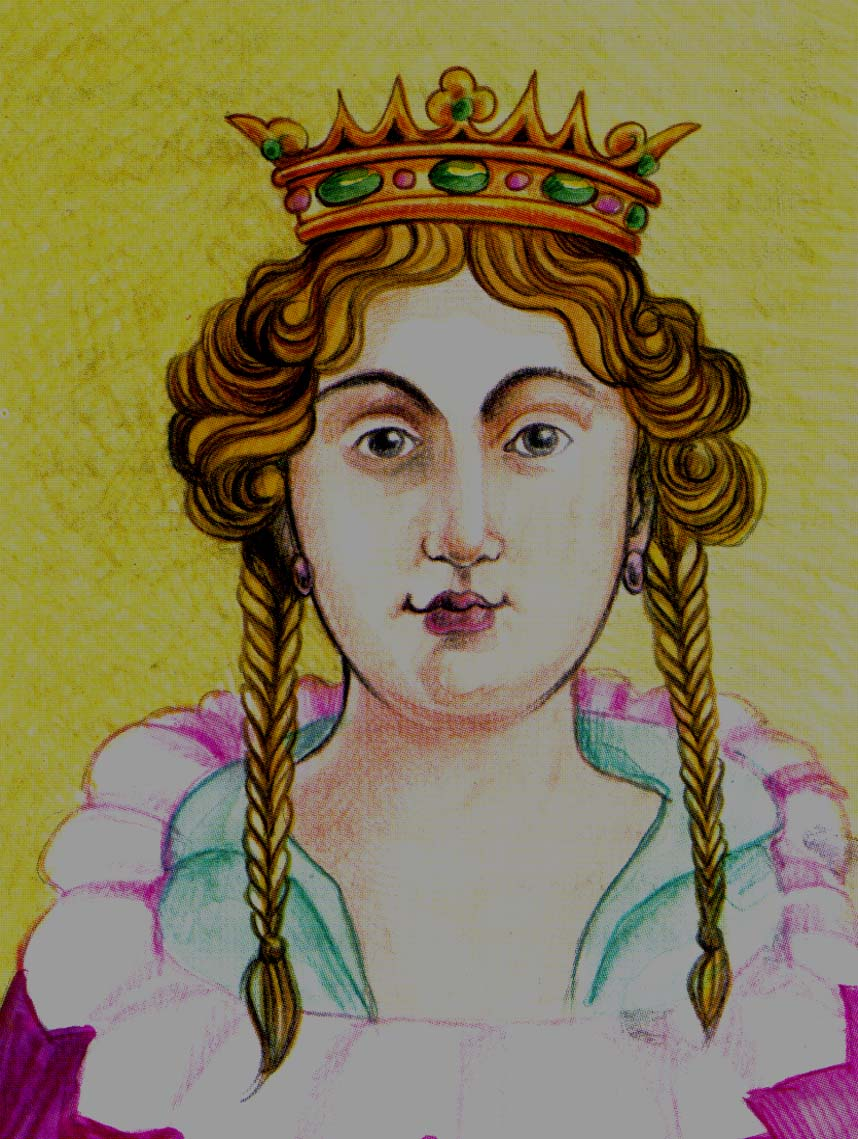
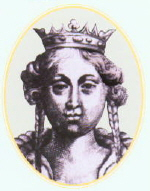
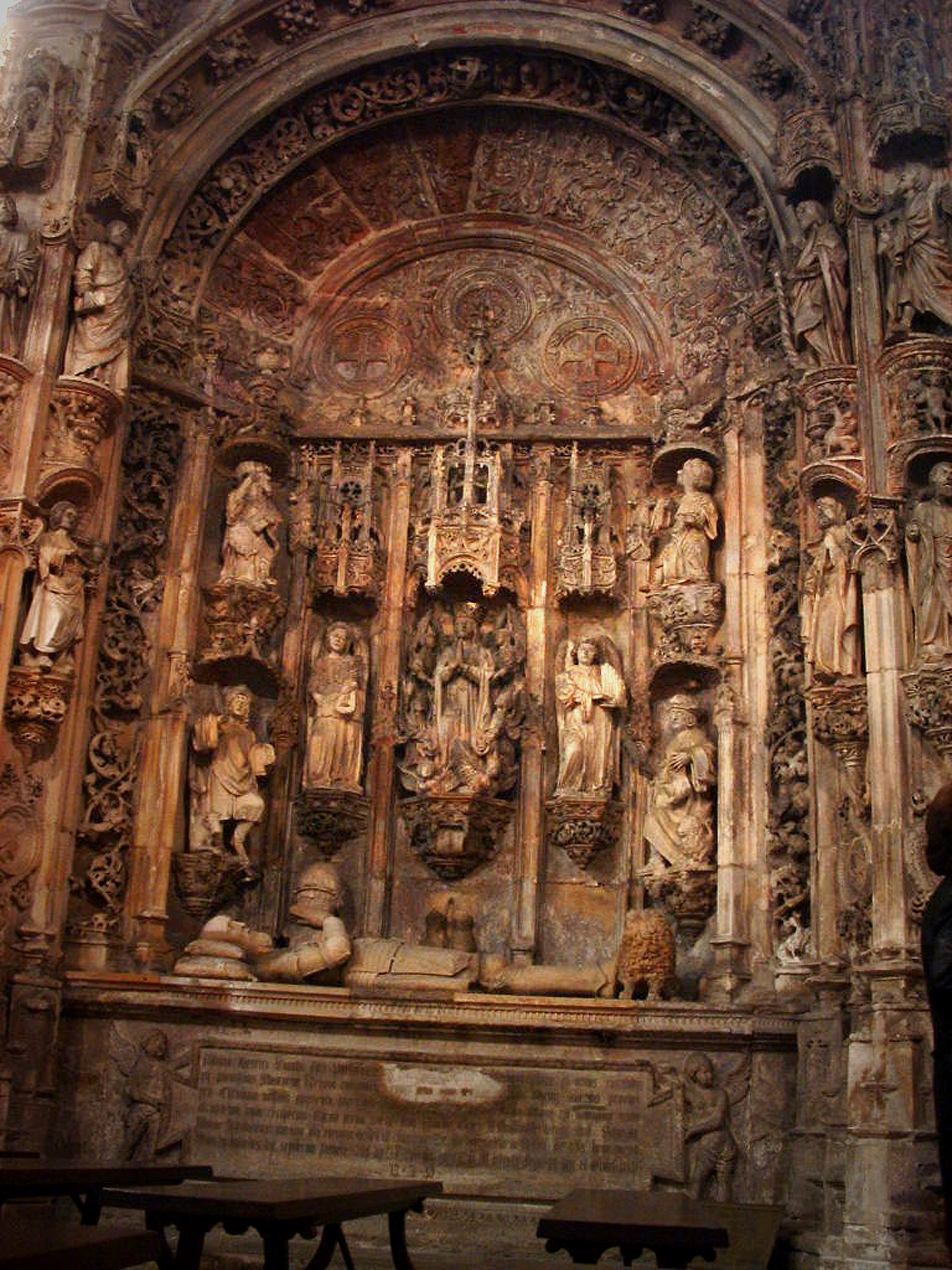